# KMマルタ航空
KMマルタ航空（KMまるたこうくう、英語: KM Malta Airlines）は、ルアに本社を置くマルタのフラッグ・キャリア。2024年3月31日に前身のマルタ航空に変わって運行開始し、マルタ国際空港をハブとしてヨーロッパ各地に就航している。

## 歴史

### 設立の背景
前身であるマルタ航空は、1973年の創設以来、財政難に陥っていて、最終的に3,000万ユーロの損失に直面していた。マルタ航空は、コロナウイルスのパンデミックの影響を受けて2021年に支援を要請したが、マルタ航空は、2012年に国家援助の公金注入を受けており、欧州連合(EU)の、企業は10年以内に2回以上国家援助を受けることができないというルールに抵触し、支援ができなかった。そのため、マルタ政府は、2024年3月末にマルタ航空の運航を停止し、新会社であるKMマルタ航空に置き換えると発表した。

### 発足
2023年10月の記者会見で、マルタのロバート・アベラ首相は、新たなフラッグキャリアであるKMマルタ航空は、欧州連合が削減を望んでいたにもかかわらず、マルタ航空の8機のエアバスA320航空機を引き続き保持、運用すると述べた。当初の計画路線は、マルタからヨーロッパの主要15都市、アムステルダム(AMS)、ベルリン(BER)、ブリュッセル(BRU)、カターニア(CTA)、デュッセルドルフ(DUS)、ロンドン(LGW&LHR)、リヨン(LYS)、マドリード(MAD)、ミラノ(LIN)、ミュンヘン(MUC)、パリ(CDG&ORY)、プラハ(PRG)、ローマ(FCO)、ウィーン(VIE)、チューリッヒ(ZRH)への路線だった。
また、新航空会社は約390人の従業員を雇用し、今後4年以内にマルタ航空の早期退職制度を段階的に廃止することも発表された。2023年12月1日より、新会社のフライトの予約が開始された。航空機のカラーリングにはマルタ十字が引き続き組み込まれることになり、また、マルタのクライド・カルアナ財務大臣は、新航空会社が財政的に安定し、利益を上げれば、部分的な民営化を検討するプロセスを開始すると発表した。

## 提携
- エア・バルティック[10]
- エールフランス航空[11]
- オーストリア航空[12]
- ブリュッセル航空[12]
- ITAエアウェイズ[13]
- KLMオランダ航空[14]
- ルフトハンザドイツ航空[12]
- スイス・インターナショナル・エアラインズ[12]

## 保有機材
| 機種                | 保有数 | 発注数 | 客席数 | 客席数 | 客席数 |
| 機種                | 保有数 | 発注数 | J      | Y      | 計     |
| ------------------- | ------ | ------ | ------ | ------ | ------ |
| エアバスA320-200neo | 8      | -      | 36     | 132    | 158    |